# Дом кузнеца Кириллова
Дом кузнеца Кириллова — самобытное архитектурное сооружение, расположенное в селе  Кунара Невьянского района Свердловской области и представляющее собой яркий образец наивного искусства.
Основные работы по оформлению шли между 1954 и 1967 годами кузнецом Сергеем Ивановичем Кирилловым для проживания его семьи. Отталкиваясь от прототипа избы-терема, Кириллов создал чрезвычайно декоративный дом, украшенный пёстрыми орнаментами, сказочной символикой, образами советской символики и детского искусства. Все украшения сделаны из дерева и металла.
На доме имеется несколько надписей: «Летите голуби, летите. Для вас нигде преграды нет»; «Пусть всегда будет солнце. Пусть всегда будет небо»; «Пусть всегда будет мама, пусть всегда будет мир». Работа над домом была закончена мастером в 1967 году — в канун 50-летия Октябрьской революции. 
В 1999 году этот дом победил во всероссийском конкурсе самодеятельного деревянного зодчества. В настоящее время (2013 год), в доме проживает вдова мастера.
Сходным образцом европейского народного творчества является дом Карла Юнкера построенный в немецком городе Лемго. Сейчас дом Юнкера превращён в музей.
В августе 2018 года журналист и координатор движения «Архнадзор» Андрей Новичков обратился в Правительство Свердловской области с просьбой признать избу памятником архитектуры. Власти поддержали инициативу и присвоили зданию статус объекта культурного наследия.
Кириллов Сергей Иванович (11.09.1930 — 03.09.2001) заранее приготовил себе надгробие в том же стиле наивного искусства. 